# Biogenese
Biogenese er sammensat af græsk bio- = "livs-" + genesis = "oprindelse", "dannelse" – altså egentlig: "skabelse af liv". Ordet bruges om de processer, der førte til livets opståen på Jorden.
Undersøgelse af biogenetiske emner drejer sig især om organisk, kemisk syntese under laboratorieforhold, der svarer til dem, man formoder har hersket på Jorden i den første tid.
Man bør være opmærksom på, at udtrykket abiogenese af og til bruges som betegnelse for udvikling af liv ud fra uorganisk stof. Det sker, når man vil understrege, at livet er opstået fra dødt materiale.